# بيتار عيليت

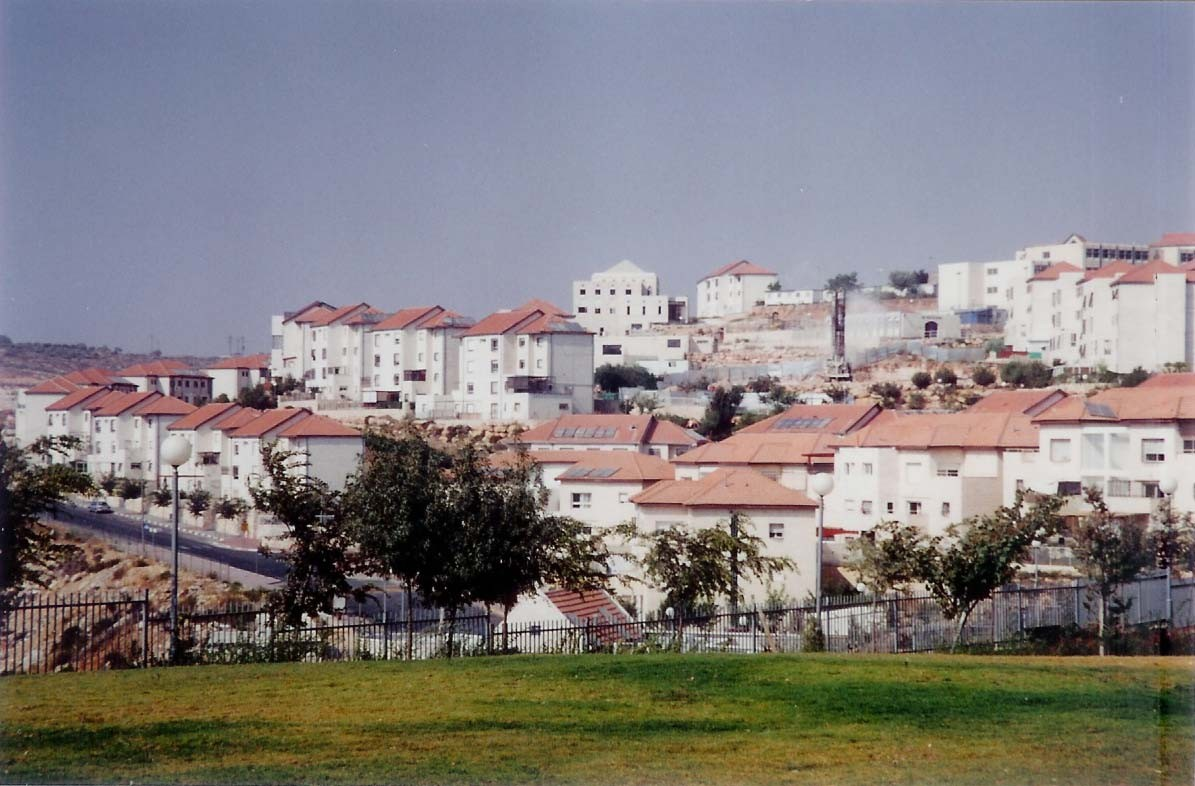
مستوطنة بيتار عيليت.

بيتار عيليت (بالعبرية: ביתר עילית) مستوطنة إسرائيلية ومدينة تقع في الضفة الغربية جنوب مدينة القدس بحوالي 10 كيلومترات وتبلغ مساحتها 4,300 دونم.
في نهاية 2007 بلغ عدد سكانها قرابة 38,000 مستوطن، ويتوقع أن يصل العدد إلى 100,000 مستوطن بحلول 2020. يشار بالذكر إلى أن المستوطنة تأسست عام 1985، وقد تم تسميتها نسبة إلى مدينة يهودية قديمة اسمها «بيتار» تقع أثارها على بعد كيلومتر واحد منها.

## توأمة
لبيتار عيليت اتفاقيات توأمة مع:
- وادي موسى

## وصلات خارجية
- الموقع الرسمي لبلدية المستوطنة. نسخة محفوظة 29 أبريل 2007 على موقع واي باك مشين.